# Posłowie z Galicji do austriackiej Rady Państwa w latach 1907–1918
Wybory posłów z Galicji do austriackiej Rady Państwa w latach 1907 i 1911
Ustawa zasadnicza z 21 grudnia 1867 wraz z poprawkami z 1907 roku przewidywała powołanie wspólnej reprezentacji parlamentarnej zwanej Radą Państwa dla krajów Przedlitawii. W przepisach z 1907 stwierdzała w artykule 6 że na 516 posłów z całej Przedlitawii z Galicji będzie wybieranych 106. Pod naciskiem społeczeństwa, m.in. zorganizowanego przez socjaldemokratów jednodniowego strajku powszechnego w dniu 28 listopada 1905 popierającego ideę równego prawa głosu z dniem 26 stycznia 1907 wprowadzono nową ordynację wyborczą. Ustawa ta zniosła podział wyborców na kurie i z tego punktu widzenia realizowała równość praw wyborczych. Zasady tej jednak nie zastosowano do przy podziale mandatów pomiędzy kraje koronne, nawiązując tu sformułowanej jeszcze w Patencie lutowym z 1861 zasadzie iż decydujące w tej kwestii są „rozległość, ludność i opodatkowanie”. Co ważne zachowano narodowe rozgraniczenie okręgów wyborczych, ale przy uprzywilejowaniu krajów niemieckich. Formą zabezpieczenia przewagi Polaków w Galicji było wprowadzenie w paragrafie 36 okręgów dwumandatowych (wszędzie poza nią wprowadzono okręgi jednomandatowe). W okręgach jednomandatowych za wybranego uchodził kandydat wybrany bezwzględną większością głosów, zaś w dwu-mandatowych obok kandydata który uzyskał bezwzględny większość głosów za wybranego uznawano tego który uzyskał więcej niż 1/4 głosów. Pozwalało to na terenach wschodniej Galicji mieszanych narodowo na wybór obok kandydata ukraińskiego także przedstawiciela miejscowej ludności polskiej. Jednocześnie utrudniono ewentualną zmianę przepisów o podziale na kraje koronne i okręgi dwumandatowe poprzez zapisy w paragrafie 42 wprowadzające wymóg kworum 343 posłów koniecznych do ich zmiany. Załącznik integralny do ustawy stanowił wykaz zawierający podział na okręgi wyborcze. Według tej ordynacji przeprowadzono na terenie Galicji wybory w 1907 (Rada Państwa XI kadencji) i 1911 (Rada Państwa XII kadencji)
| Nr okręgu wyborczego | obszar okręgu wyborczego | ilość posłów wybieranych w okręgu | wybory w 1907 XI kadencja Rady Państwa (17 lutego 1907 – 30 marca 1911)               | wybory w 1911 XII kadencja Rady Państwa (17 lipca 1911 – 28 października 1918) |
| -------------------- | --- | --------------------------------- | ------------------------------------------------------------------------------------- | ------------------------------------------------------------------------------ |
| 1                    | Lwów – Część dzielnicy V. (Śródmieście) i dzielnicy IV. (Łyczakowskie), której granice stanowią: dzielnica III., plac Gołuchowskiego, ul. Hetmańska,plac Św. Ducha, ulica Teatralna, plac Kapitulny, Rynek, ulica Ruska, Podwale, ulica Czarneckiego, ulica Łyczakowska, ulica Paulinów, ulica Piaskowa, ulica Leśna, stąd w prostej linii do kościoła Św. Wojciecha, ul. św. Wojciecha, ulica Teatyńska do ulicy Kiselki                                             | 1                                 | Godzimir Małachowski zmarł 23 czerwca 1908, na jego miejsce wszedł Gustaw Roszkowski. | Hipolit Śliwiński                                                              |
| 2                    | Lwów – Część dzielnicy V. (Śródmieście) i dzielnicy II. (Krakowskie), której granice stanowią: 1. okręg wyborczy, Podwale, ulica Wałowa, ulica Halicka, ulica Sobieskiego, plac Mariacki, ulica Kopernika, ulica Leona Sapiehy, ulica Gródecka, ulica Kazimierzowska, ulica Kołłątaja, plac Smolki, ulica Jagiellońska i plac Św. Ducha | 1                                 | Ernest Breiter                                                                        | Henryk Reizes                                                                  |
| 3                    | Lwów – Część II. i III. dzielnicy (Krakowskie, Żółkiewskie), której granice tworzą w stronie południowej: 1. i 2. okręg wyborczy, ulica Janowska, ulica Kleparowska, ulica Inwalidów, tor c. k. kolei państwowej (dawniej kolei Karola Ludwika), ulica Kąpielowa, ulica Kiselki i dzielnica IV | 1                                 | Herman Diamand                                                                        | Herman Diamand                                                                 |
| 4                    | Lwów – Pozostała część dzielnicy V. (Śródmieście), następnie część I. i IV. (Halickie i Łyczakowskie), której granicami są: 1. i 2. okręg wyborczy, plac Mariacki, ulica Akademicka,ulica Fredry, ulica Batorego, ulica Kochanowskiego, ulica św. Piotra i ulica Łyczakowska | 1                                 | Stanisław Głąbiński                                                                   | Stanisław Głąbiński                                                            |
| 5                    | Lwów – Część dzielnicy 1. (Halickie), której granice tworzą: 2. i 4. okręg wyborczy, ulica Ossolińskich, ulica Kalecza, ulica Gołębia, ulica Mochnackiego, ulica Supińskiego, ulica Pełczyńska, ulica Stryjska, granica gminy, ulica Sichowska, ulica Zielona, ulica Szewczenki i ulica Kochanowskiego | 1                                 | Franciszek Tomaszewski                                                                | Aleksander Lisiewicz                                                           |
| 6                    | Lwów – Część dzielnicy I. (Halickie), której granicami są: 5. i 2. okręg wyborczy, ulica Leona Sapiehy, ulica Polna, ul. Kulparkowska i granica gminy | 1                                 | Józef Buzek                                                                           | Józef Buzek                                                                    |
| 7                    | Lwów – Pozostała część dzielnicy I., II., III. i IV., której granicami jest 2., 3., 4., 5. i 6. okręg wyborczy i granica gmin | 1                                 | Józef Hudec                                                                           | Józef Hudec                                                                    |
| 8                    | Kraków – Dzielnica I, i II. (Śródmieście, Wawel) | 1                                 | Walenty Staniszewski                                                                  | Juliusz Leo                                                                    |
| 9                    | Kraków – Dzielnica III. i VII. (Nowy Świat i Stradom), z dzielnicy IV. (Piasek) część granicząca z III. dzielnicą aż do ulicy Karmelickiej | 1                                 | Tadeusz Sikorski                                                                      | Zygmunt Marek                                                                  |
| 10                   | Kraków – Pozostała część IV. dzielnicy (Piasek) i dzielnica V. (Kleparz) | 1                                 | Edmund Zieleniewski                                                                   | Edmund Zieleniewski                                                            |
| 11                   | Kraków – Dzielnica VI. (Wesoła) | 1                                 | Ignacy Petelenz                                                                       | Ignacy Daszyński                                                               |
| 12                   | Kraków – Dzielnica VIII. (Kazimierz) | 1                                 | Adolf Gross                                                                           | Adolf Gross                                                                    |
| 13                   | Przemyśl – miasta, miasteczka i gminy miejscowe z okręgu sądowego tej samej nazwy | 1                                 | Herman Lieberman                                                                      | Herman Lieberman                                                               |
| 14                   | Stanisławów – miasta, miasteczka i gminy miejscowe z okręgu sądowego tej samej nazwy | 1                                 | Paweł Stwiertnia                                                                      | Edmund Rauch                                                                   |
| 15                   | Tarnopol – miasta, miasteczka i gminy miejscowe z okręgu sądowego ej samej nazwy | 1                                 | Rudolf Gall                                                                           | Rudolf Gall                                                                    |
| 16                   | Tarnów – miasta, miasteczka i gminy miejscowe z okręgu sądowego tej samej nazwy | 1                                 | Roger Battaglia                                                                       | Tadeusz Tertil                                                                 |
| 17                   | Kołomyja – miasta, miasteczka i gminy miejscowe z okręgu sądowego tej samej nazwy | 1                                 | Henryk Kolischer                                                                      | Jan Kleski                                                                     |
| 18                   | Biała – Żywiec – Kęty – Andrychów – Wadowice – miasta, miasteczka i gminy miejscowe z okręgów sądowych tej samej nazwy | 1                                 | Stanisław Łazarski                                                                    | Stanisław Łazarski                                                             |
| 19                   | Bochnia – Wieliczka – Podgórze – miasta, miasteczka i gminy miejscowe z okręgów sądowych tej samej nazwy | 1                                 | Witold Korytowski                                                                     | Witold Korytowski, od 21 października 1913 Emil Bobrowski                      |
| 20                   | Nowy Sącz – Stary Sącz – Nowy Targ – miasta, miasteczka i gminy miejscowe z okręgów sądowych tej samej nazwy | 1                                 | Ludomił German                                                                        | Ludomił German                                                                 |
| 21                   | Rzeszów (okręg sądowy Rzeszów), Ropczyce – Sędziszów – miasta, miasteczka i gminy miejscowe z okręgu sądowego Ropczyce | 1                                 | Leon Biliński                                                                         | Leon Biliński od 14 maja 1912 Roman Krogulski                                  |
| 22                   | Jarosław – Łańcut – Przeworsk – miasta, miasteczka i gminy miejscowe z okręgów sądowych tej samej nazwy) | 1                                 | Adolf Dietzius                                                                        | Ignacy Rychlik                                                                 |
| 23                   | Mielec – Kolbuszowa – Leżajsk – Sokołów – Rozwadów – Tarnobrzeg – miasta, miasteczka i gminy miejscowe z okręgów sądowych tej samej nazwy Nisko – Rudnik – okręg sądowy Nisko | 1                                 | Michał Bobrzyński od 9 lipca 1908 Antoni Górski                                       | Ignacy Rosner                                                                  |
| 24                   | Jasło – Gorlice – Grybów – Biecz – Strzyżów – Frysztak – Pilzno – Dębica – miasta, miasteczka i gminy miejscowe z okręgów sądów tej samej nazwy | 1                                 | Leon Pastor                                                                           | Władysław Leopold Jaworski                                                     |
| 25                   | Sanok – Dobromil – Stary Sambor – miasta, miasteczka i gminy miejscowe z okręgów sądowych tej samej nazwy Krosno – Korczyna – okręg sądowy Krosno | 1                                 | Wincenty Tadeusz Jabłoński                                                            | Wincenty Tadeusz Jabłoński                                                     |
| 26                   | Sambor – Gródek Jagielloński – miasta, miasteczka i gminy miejscowe z okręgów sądowych tej samej nazwy | 1                                 | Wojciech Dzieduszycki od 20 października 1909 Aleksander Skarbek                      | Władysław Stesłowicz                                                           |
| 27                   | Drohobycz – Turka – Bolechów – Skole – miasta, miasteczka i gminy miejscowe z okręgów sądowych tej samej nazwy | 1                                 | Natan Loewenstein                                                                     | Natan Loewenstein                                                              |
| 28                   | Stryj – Kałusz – miasta, miasteczka i gminy miejscowe z okręgów sądowych tej samej nazwy | 1                                 | Jędrzej Moraczewski                                                                   | Jędrzej Moraczewski                                                            |
| 29                   | Brzeżany – Baranówka – Demnia – Hucisko – Kuropatniki – Podwysokie – Rohoczyn Miasto – Wulka – miasta, miasteczka i gminy miejscowe z okręgu sądowego Brzeżany, Rohatyn – Podkamień (okręg sądowy Rohatyn), Chodorów – Brzozdowce (okręg sądowy Chodorów) | 1                                 | Władysław Dulęba                                                                      | Wacław Zaleski od 30 czerwca 1914 Bronisław Dembiński                          |
| 30                   | Żółkiew – Rawa Ruska (miasta, miasteczka i gminy miejscowe z okręgów sądów, tej samej nazwy) Sokal – Krystynopol – Tartaków – Miasto (okręg sądowy Sokal), Wielkie Oczy (okręg sądowy Krakowiec), Waręż Miasto – Bełz (okręg sądowy Bełz) | 1                                 | Stanisław Starzyński                                                                  | Ignacy Steinhaus                                                               |
| 31                   | Brody – Stare Brody – Hucisko Brodzkie (miasta, miasteczka i gminy miejscowe okręg sądowy Brody), Łopatyn – Ruda Brodzka (okręg sądowy Łopatyn), Radziechów (okręg sądowy Radziechów), Podkamień (okręg sądowy Założce) | 1                                 | Adolf Stand                                                                           | Henryk Kolischer                                                               |
| 32                   | Buczacz – Śniatyn – Zaleszczyki (miasta, miasteczka i gminy miejscowe z okręgów sądowych tej samej nazwy), Borszczów – Cygany (okręg sądowy Borszczów), Tłumacz – Tarnowica Polna (okręg sądowy Tłumacz), Bohorodyczyn (okręg sądowy Ottynia) | 1                                 | Stefan Moysa-Rosochacki                                                               | Bernard Stern                                                                  |
| 33                   | Złoczów (miasta, miasteczka i gminy miejscowe z okręgu sądowego tej samej nazwy), Zborów – Jezierna (okręg sądowy Zborów), Założce – Gontowa – Huta Pieniacka – Majdan Pieniacki – Maleniska – Palikrowy – Pańkowce – Reniów – Trościaniec Wielki (okręg sądowy Założce) | 1                                 | Józef Gold                                                                            | Ernest Breiter                                                                 |
| 34                   | Rozdół (miasta, miasteczka i gminy miejscowe z okręgu sądowego Mikołajów), Żydaczów – Ruda (okręg sądowy Żydaczów), Bobrka – Hucisko – Stare Sioło (okręg sądowy Bobrka), Hanaczów – Hanaczówka (okręg sądowy Gliniany), Wołczków – Chorostków – Jeziorko – Kończaki Stare – Mariampol Wieś (okręg sądowy Halicz), Bursztyn – Ludwikówka – Wiszniów – Żurów (okręg sądowy Bursztyn), Bołszowce – Słobódka Konkolnicka – Zagórze Konkolnickie (okręg sądowy Bołszowce) | 1                                 | Dawid Abrahamowicz od 7 lipca 1909 Franciszek Biesiadecki                             | Alfred Halban                                                                  |
| 35                   | Jaworzno – Chrzanów – Krzeszowice – Liszki (okręgi sądowe bez gmin miejscowych) | 2                                 | Stanisław Stohandel                                                                   | Ignacy Wróbel                                                                  |
| 35                   | Jaworzno – Chrzanów – Krzeszowice – Liszki (okręgi sądowe bez gmin miejscowych) | 2                                 | Andrzej Szponder                                                                      | Jan Zarański                                                                   |
| 36                   | Biała – Oświęcim – Kęty – Andrychów okręgi sądowe bez gmin miejscowych) | 2                                 | Ludwik Dobija                                                                         | Ludwik Dobija                                                                  |
| 36                   | Biała – Oświęcim – Kęty – Andrychów okręgi sądowe bez gmin miejscowych) | 2                                 | Stanisław Hanusiak                                                                    | Jan Kubik                                                                      |
| 37                   | Wadowice – Zator – Kalwaria – Myślenice – Skawina (okręgi sądowe bez gmin miejscowych) | 2                                 | Andrzej Średniawski                                                                   | Andrzej Średniawski                                                            |
| 37                   | Wadowice – Zator – Kalwaria – Myślenice – Skawina (okręgi sądowe bez gmin miejscowych) | 2                                 | Marek Łuszczkiewicz                                                                   | Antoni Banaś                                                                   |
| 38                   | Maków – Jordanów – Sucha – Milówka – Żywiec (okręgi sądowe bez gmin miejscowych) | 2                                 | Antoni Pawluszkiewicz od 26 listopada 1908 Edward Krupka                              | Cezary Haller                                                                  |
| 38                   | Maków – Jordanów – Sucha – Milówka – Żywiec (okręgi sądowe bez gmin miejscowych) | 2                                 | Maciej Fijak                                                                          | Józef Rusin                                                                    |
| 39                   | Limanowa – Mszana Dolna – Nowy Targ – Czarny Dunajec – Krościenko (okręgi sądowe bez gmin miejscowych) | 2                                 | Józef Ptaś                                                                            | Józef Ptaś                                                                     |
| 39                   | Limanowa – Mszana Dolna – Nowy Targ – Czarny Dunajec – Krościenko (okręgi sądowe bez gmin miejscowych) | 2                                 | Kazimierz Rzeszódko                                                                   | Stanisław Śmiłowski                                                            |
| 40                   | Kraków – Podgórze – Wieliczka – Dobczyce (okręgi sądowe bez gmin miejscowych) | 2                                 | Franciszek Bujak                                                                      | Zygmunt Klemensiewicz                                                          |
| 40                   | Kraków – Podgórze – Wieliczka – Dobczyce (okręgi sądowe bez gmin miejscowych) | 2                                 | Franciszek Wójcik                                                                     | Włodzimierz Tetmajer                                                           |
| 41                   | Bochnia – Niepołomice – Brzesko – Wiśnicz (okręgi sądowe bez gmin miejscowych) | 2                                 | Stanisław Stojałowski                                                                 | Jan Goetz-Okocimski                                                            |
| 41                   | Bochnia – Niepołomice – Brzesko – Wiśnicz (okręgi sądowe bez gmin miejscowych) | 2                                 | Adam Ruebenbauer                                                                      | Adam Ruebenbauer                                                               |
| 42                   | Radłów – Wojnicz – Zakliczyn – Tarnów – Tuchów (okręgi sądowe bez gmin miejscowych) | 2                                 | Michał Olszewski                                                                      | Wincenty Witos                                                                 |
| 42                   | Radłów – Wojnicz – Zakliczyn – Tarnów – Tuchów (okręgi sądowe bez gmin miejscowych) | 2                                 | Michał Żyguliński                                                                     | Antoni August Matakiewicz                                                      |
| 43                   | Pilzno – Brzostek – Dębica – Ropczyce (okręgi sądowe bez gmin miejscowych) | 2                                 | Jan Siwula                                                                            | Jan Siwula                                                                     |
| 43                   | Pilzno – Brzostek – Dębica – Ropczyce (okręgi sądowe bez gmin miejscowych) | 2                                 | Józef Staniszewski                                                                    | Michał Jedynak                                                                 |
| 44                   | Mielec – Radomyśl – Dąbrowa – Żabno (okręgi sądowe bez gmin miejscowych) | 2                                 | Jakub Bojko                                                                           | Jakub Bojko                                                                    |
| 44                   | Mielec – Radomyśl – Dąbrowa – Żabno (okręgi sądowe bez gmin miejscowych) | 2                                 | Adam Kopyciński                                                                       | Andrzej Kędzior                                                                |
| 45                   | Nisko – Ulanów – Sokołów – Tarnobrzeg – Rozwadów (okręgi sądowe bez gmin miejscowych) | 2                                 | Franciszek Krempa                                                                     | Zygmunt Lasocki                                                                |
| 45                   | Nisko – Ulanów – Sokołów – Tarnobrzeg – Rozwadów (okręgi sądowe bez gmin miejscowych) | 2                                 | Wojciech Wiącek                                                                       | Jan Bis, od 30 maja 1917 Błażej Fila                                           |
| 46                   | Kolbuszowa – Rzeszów – Głogów (okręgi sądowe bez gmin miejscowych) | 2                                 | Antoni Paduch                                                                         | Klaudiusz Angerman                                                             |
| 46                   | Kolbuszowa – Rzeszów – Głogów (okręgi sądowe bez gmin miejscowych) | 2                                 | Tomasz Szajer                                                                         | Antoni Lewicki                                                                 |
| 47                   | Łańcut – Leżajsk – Przeworsk (okręgi sądowe bez gmin miejscowych) | 2                                 | Józef Jachowicz                                                                       | Józef Jachowicz                                                                |
| 47                   | Łańcut – Leżajsk – Przeworsk (okręgi sądowe bez gmin miejscowych) | 2                                 | Andrzej Lubomirski                                                                    | Andrzej Lubomirski                                                             |
| 48                   | Nowy Sącz – Stary Sącz – Grybów – Ciężkowice – Muszyna (okręgi sądowe bez gmin miejscowych) | 2                                 | Tomasz Ciągło                                                                         | Wincenty Myjak                                                                 |
| 48                   | Nowy Sącz – Stary Sącz – Grybów – Ciężkowice – Muszyna (okręgi sądowe bez gmin miejscowych) | 2                                 | Stanisław Potoczek                                                                    | Stanisław Potoczek                                                             |
| 49                   | Gorlice – Biecz – Jasło (okręgi sądowe bez gmin miejscowych) | 2                                 | Jakub Madej                                                                           | Jakub Madej                                                                    |
| 49                   | Gorlice – Biecz – Jasło (okręgi sądowe bez gmin miejscowych) | 2                                 | Zygmunt Męski                                                                         | Władysław Długosz                                                              |
| 50                   | Krosno – Strzyżów – Frysztak – Żmigród (okręgi sądowe bez gmin miejscowych) | 2                                 | Jan Stapiński                                                                         | Jan Stapiński                                                                  |
| 50                   | Krosno – Strzyżów – Frysztak – Żmigród (okręgi sądowe bez gmin miejscowych) | 2                                 | Jan Harnek                                                                            | Franciszek Łyszczarz                                                           |
| 51                   | Sanok – Rymanów – Bukowsko – Dukla – Lesko – Ustrzyki Dolne (okręgi sądowe bez gmin miejscowych) | 2                                 | Bartłomiej Fidler                                                                     | Stanisław Jan Starowieyski                                                     |
| 51                   | Sanok – Rymanów – Bukowsko – Dukla – Lesko – Ustrzyki Dolne (okręgi sądowe bez gmin miejscowych) | 2                                 | Wołodymyr Kuryłowycz                                                                  | Wołodymyr Kuryłowycz                                                           |
| 52                   | Brzozów – Tyczyn (okręgi sądowe bez gmin miejscowych) | 2                                 | Antoni Bomba                                                                          | Antoni Bomba                                                                   |
| 52                   | Brzozów – Tyczyn (okręgi sądowe bez gmin miejscowych) | 2                                 | Stanisław Biały                                                                       | Stanisław Biały                                                                |
| 53                   | Sądowa Wisznia – Rudki – Stara Sól – Sambor bez gmin miejscowych okręgu wyborczego Nr. 54, Komarno bez gmin miejscowych okręgu wyborczego Nr. 57; następnie gminy miejscowe Dublany – Kranzberg (okręg sądowy Łąka) | 2                                 | Franciszek Mleczko                                                                    | Aleksander Skarbek                                                             |
| 53                   | Sądowa Wisznia – Rudki – Stara Sól – Sambor bez gmin miejscowych okręgu wyborczego Nr. 54, Komarno bez gmin miejscowych okręgu wyborczego Nr. 57; następnie gminy miejscowe Dublany – Kranzberg (okręg sądowy Łąka) | 2                                 | Stepan Onyszkewycz                                                                    | Stepan Onyszkewycz                                                             |
| 54                   | Baligród – Lutowiska – Stary Sambor – Borynia – Podbuż – Drohobycz – Łąka bez gmin miejscowych okręgu wyborczego Nr. 53; następnie gminy miejscowe Torczynowice – Torhanowice – Mrozowice (okręg sądowy Sambor) | 2                                 | Jan Zarański                                                                          | Bronisław Osuchowski                                                           |
| 54                   | Baligród – Lutowiska – Stary Sambor – Borynia – Podbuż – Drohobycz – Łąka bez gmin miejscowych okręgu wyborczego Nr. 53; następnie gminy miejscowe Torczynowice – Torhanowice – Mrozowice (okręg sądowy Sambor) | 2                                 | Semen Wityk                                                                           | Semen Wityk                                                                    |
| 55                   | Wojniłów – Dolina – Rożniatów – Kałusz – Nadworna – Delatyn – Sołotwina (okręgi sądowe bez gmin miejscowych) | 2                                 | Julian Romańczuk                                                                      | Julian Romańczuk                                                               |
| 55                   | Wojniłów – Dolina – Rożniatów – Kałusz – Nadworna – Delatyn – Sołotwina (okręgi sądowe bez gmin miejscowych) | 2                                 | Mykoła Łahodynśkyj                                                                    | Mykoła Łahodynśkyj                                                             |
| 56                   | Peczeniżyn – Kołomyja – Żabie – Kuty – Kosów – Jabłonów – Zabłotów – Gwoździec – Ottynia (okręgi sądowe bez gmin miejscowych) | 2                                 | Kyryło Trylowśkyj                                                                     | Kyryło Trylowśkyj                                                              |
| 56                   | Peczeniżyn – Kołomyja – Żabie – Kuty – Kosów – Jabłonów – Zabłotów – Gwoździec – Ottynia (okręgi sądowe bez gmin miejscowych) | 2                                 | Tyt Wojnarowśkyj                                                                      | Pawło Ławruk                                                                   |
| 57                   | Medenice – Stryj – Skole – Żydaczów – Chodorów – Mikołajów – Gliniany – Bóbrka (okręgi sądowe bez gmin miejscowych) następnie gminy miejscowe Horożanna Mała – Horożanna Wielka – Kołodruby - Nowosiółki Oparskie – Łowczyce – Podzwierzyniec – Powerchów - Manasterzec – Ryczychów – Terszaków – Tatarynów (okręg sądowy Komarno), Werbiż – Kahujów – Honiatycze (okręg sądowy Szczerzec)                                                                            | 2                                 | Jewhen Ołesnycki                                                                      | Jewhen Ołesnycki                                                               |
| 57                   | Medenice – Stryj – Skole – Żydaczów – Chodorów – Mikołajów – Gliniany – Bóbrka (okręgi sądowe bez gmin miejscowych) następnie gminy miejscowe Horożanna Mała – Horożanna Wielka – Kołodruby - Nowosiółki Oparskie – Łowczyce – Podzwierzyniec – Powerchów - Manasterzec – Ryczychów – Terszaków – Tatarynów (okręg sądowy Komarno), Werbiż – Kahujów – Honiatycze (okręg sądowy Szczerzec)                                                                            | 2                                 | Wasyl Dawydiak                                                                        | Łew Łewyćkyj                                                                   |
| 58                   | Mielnica – Borszczów – Zaleszczyki – Horodenka – Tłuste – Śniatyn (okręgi sądowe bez gmin miejscowych); następnie gmina miejscowa Czarnokońce Małe (okręg sądowy Husiatyn) | 2                                 | Teofil Okunewski                                                                      | Teofil Okunewski                                                               |
| 58                   | Mielnica – Borszczów – Zaleszczyki – Horodenka – Tłuste – Śniatyn (okręgi sądowe bez gmin miejscowych); następnie gmina miejscowa Czarnokońce Małe (okręg sądowy Husiatyn) | 2                                 | Wołodymyr Ochrymowycz                                                                 | Wasyl Stefanyk                                                                 |
| 59                   | Obertyn – Tłumacz – Potok Złoty – Stanisławów – Halicz – Tyśmienica - Bohorodczany (okręgi sądowe bez gmin miejscowych) | 2                                 | Łew Baczynski                                                                         | Łew Baczynski                                                                  |
| 59                   | Obertyn – Tłumacz – Potok Złoty – Stanisławów – Halicz – Tyśmienica - Bohorodczany (okręgi sądowe bez gmin miejscowych) | 2                                 | Jewhen Łewyćkyj                                                                       | Jewhen Łewyćkyj                                                                |
| 60                   | Buczacz – Monasterzyska – Wiśniowczyk – Podhajce bez gmin miejscowych okręgu wyborczego Nr. 66 | 2                                 | Wiaczesław Budzynowski                                                                | Wiaczesław Budzynowski                                                         |
| 60                   | Buczacz – Monasterzyska – Wiśniowczyk – Podhajce bez gmin miejscowych okręgu wyborczego Nr. 66 | 2                                 | Heinrich Gabel                                                                        | Władysław Serwatowski                                                          |
| 61                   | Przemyśl – Dubiecko – Niżankowice – Dynów – Bircza – Mościska - Dobromil (okręgi sądowe bez gmin miejscowych) | 2                                 | Władysław Czaykowski                                                                  | Władysław Czaykowski od 19 lutego 1918 Władysław Leon Grzędzielski             |
| 61                   | Przemyśl – Dubiecko – Niżankowice – Dynów – Bircza – Mościska - Dobromil (okręgi sądowe bez gmin miejscowych) | 2                                 | Hryhorij Cehłynski                                                                    | Hryhorij Cehłynski od 1913 Wołodymyr Zahajkewycz                               |
| 62                   | Rawa Ruska – Uhnów – Niemirów – Jaworów – Krakowiec – Żółkiew - Kulików – Bełz – Janów (okręgi sądowe bez gmin miejscowych) | 2                                 | Mychajło Korol                                                                        | Kazimierz Wysocki                                                              |
| 62                   | Rawa Ruska – Uhnów – Niemirów – Jaworów – Krakowiec – Żółkiew - Kulików – Bełz – Janów (okręgi sądowe bez gmin miejscowych) | 2                                 | Stanisław Dnistrianski                                                                | Stanisław Dnistrianski                                                         |
| 63                   | Złoczów – Busk – Kamionka Strumiłowa – Olesko – Przemyślany (bez gmin miejscowych okręgu wyborczego nr 65) | 2                                 | Kazimierz Obertyński od 8 listopada 1907 Władysław Dębski                             | Władysław Dębski                                                               |
| 63                   | Złoczów – Busk – Kamionka Strumiłowa – Olesko – Przemyślany (bez gmin miejscowych okręgu wyborczego nr 65) | 2                                 | Mykoła Hlibowycki                                                                     | Wołodymyr Syngalewicz                                                          |
| 64                   | Lwów okolica – Winniki – Gródek Jagielloński – Szczerzec (bez gmin miejscowych okręgu wyborczego nr 57) | 2                                 | Antoni Maślanka                                                                       | Dawid Abrahamowicz                                                             |
| 64                   | Lwów okolica – Winniki – Gródek Jagielloński – Szczerzec (bez gmin miejscowych okręgu wyborczego nr 57) | 2                                 | Josyp Fołys                                                                           | Josyp Fołys                                                                    |
| 65                   | Sokal – Radziechów – Zborów – Załoźce – Brody – Mosty Wielkie - Łopatyn, (okręgi sądowe bez gmin miejscowych) dalej gminy miejscowe Roznoszyńce, Krasnosielce, Łubianki Niższe, Łubianki Wyższe (okręg sądowy Zbaraż), Konty, Juśkowice (okręg sądowy Olesko), Hnilice Małe, Hnilice Wielkie, Nowe Sioło, Terpiłówka, Suchowce, Szelpaki, Koszlaki, Toki, Palczyńce (okręg sądowy Nowe Sioło)                                                                         | 2                                 | Dmytro Markow                                                                         | Dmytro Markow                                                                  |
| 65                   | Sokal – Radziechów – Zborów – Załoźce – Brody – Mosty Wielkie - Łopatyn, (okręgi sądowe bez gmin miejscowych) dalej gminy miejscowe Roznoszyńce, Krasnosielce, Łubianki Niższe, Łubianki Wyższe (okręg sądowy Zbaraż), Konty, Juśkowice (okręg sądowy Olesko), Hnilice Małe, Hnilice Wielkie, Nowe Sioło, Terpiłówka, Suchowce, Szelpaki, Koszlaki, Toki, Palczyńce (okręg sądowy Nowe Sioło)                                                                         | 2                                 | Jewhen Petruszewycz                                                                   | Jewhen Petruszewycz                                                            |
| 66                   | Brzeżany, Rohatyn, Bolechów, Bursztyn, Bołszowce, Żurawno (okręgi sądowe bez gmin miejscowych) następnie gminy miejscowe Boków, Bożyków, Hnilcze, Sławentyn, Szumlany, Litwinów (okręg sądowy Podhajce), Podusilna, Baczów, Błotnia, Janczyn, Nowosiółka, Brzuchowice, Kosteniów, Korzelice, Dobrzanica, Wojciechowice (okręg sądowy Przemyślany) | 2                                 | Kost Łewycki                                                                          | Kost Łewycki                                                                   |
| 66                   | Brzeżany, Rohatyn, Bolechów, Bursztyn, Bołszowce, Żurawno (okręgi sądowe bez gmin miejscowych) następnie gminy miejscowe Boków, Bożyków, Hnilcze, Sławentyn, Szumlany, Litwinów (okręg sądowy Podhajce), Podusilna, Baczów, Błotnia, Janczyn, Nowosiółka, Brzuchowice, Kosteniów, Korzelice, Dobrzanica, Wojciechowice (okręg sądowy Przemyślany) | 2                                 | Tymotej Staruch                                                                       | Tymotej Staruch                                                                |
| 67                   | Jarosław – Radymno – Lubaczów – Cieszanów – Sieniawa – Pruchnik (okręgi sądowe bez gmin miejscowych) | 2                                 | Włodzimierz Kozłowski                                                                 | Włodzimierz Kozłowski od 5 czerwca 1917 Edmund Galik                           |
| 67                   | Jarosław – Radymno – Lubaczów – Cieszanów – Sieniawa – Pruchnik (okręgi sądowe bez gmin miejscowych) | 2                                 | Danyło Stachura                                                                       | Longyn Cehelski                                                                |
| 68                   | Kozowa, Tarnopol, Zbaraż (okręgi sądowe bez gmin miejscowych) Nowe Sioło bez gmin miejscowych okręgu wyborczego nr 65, | 2                                 | Jan Zamorski                                                                          | Jan Zamorski                                                                   |
| 68                   | Kozowa, Tarnopol, Zbaraż (okręgi sądowe bez gmin miejscowych) Nowe Sioło bez gmin miejscowych okręgu wyborczego nr 65, | 2                                 | Jacko Ostapczuk                                                                       | Sydir Hołubowycz                                                               |
| 69                   | Trembowla, Mikulińce, Budzanów, Czortków (okręgi sądowe bez gmin miejscowych) | 2                                 | Ołeksandr Kolessa                                                                     | Ołeksandr Kolessa                                                              |
| 69                   | Trembowla, Mikulińce, Budzanów, Czortków (okręgi sądowe bez gmin miejscowych) | 2                                 | Artur Mahler                                                                          | Jerzy Baworowski                                                               |
| 70                   | Skałat, Podwołoczyska, Grzymałów, Kopyczyńce, (okręgi sądowe bez gmin miejscowych) Husiatyn bez gminy miejscowej okręgu wyborczego nr 58 | 2                                 | Eustachy Zagórski od 25 I 1909 Stanisław Bieniowski                                   | Adam Gołuchowski, od 25 czerwca 1912 Jan Godek                                 |
| 70                   | Skałat, Podwołoczyska, Grzymałów, Kopyczyńce, (okręgi sądowe bez gmin miejscowych) Husiatyn bez gminy miejscowej okręgu wyborczego nr 58 | 2                                 | Mychajło Petryckyj                                                                    | Mychajło Petryckyj                                                             |